# MFK Viz-Sinara Ekaterimburgo
El MFK Viz-Sinara Ekaterimburgo (del ruso: МФК «ВИЗ-Синара» Екатеринбург) es un equipo profesional ruso de fútbol sala con sede en Ekaterimburgo. El club fue fundado en 1992 y juega en la Superliga Rusa de Futsal.

## Historia
El Viz-Sinara ganó la UEFA Futsal Cup en la temporada 2007-08 a ElPozo Murcia en la tanda de penaltis, la temporada siguiente volvió a jugar la final, pero la perdió contra el Inter Movistar por 5-1.

## Palmarés
- Superliga (1): 2008/09
- Russian finalista(4): 1997/98, 1998/99, 2005/06, 2006/07
- UEFA Futsal Cup (1): 2008
- UEFA Futsal Cup finalista (1): 2009